# Elise Hofmann-Bosse
Wilhelmine Elise Hofmann-Bosse (Boße) (* 25. März 1880 in Leipzig; † 12. Dezember 1954 ebenda) war eine deutsche Bibliothekarin. Sie trug als Lebens- und Werkgefährtin Walter Hofmanns in hohem Maße zum Aufbau und Erfolg der Freien öffentlichen Bibliothek Dresden-Plauen bei und hatte einen entscheidenden Anteil an der Entwicklung der Leipziger Fachschule für Volksbibliothekare, Deutschlands erster Ausbildungsstätte für Bibliothekare.
Bis heute hat ihr Wirken in den Fachhochschulen für Bibliothekswesen in Köln und Stuttgart sowie im Fachbereich Buch und Museum der Hochschule für Technik, Wirtschaft und Kultur Leipzig deutliche Spuren hinterlassen.

## Elternhaus
Elise wuchs als eine von vier Töchtern des Ehepaares Heinrich Christoph Friedrich Bosse (Boße), Malermeister, und Friederike Emilie, geborene Zimmermann, in Leipzig auf. Ihre Schwestern Hildegard und Dora traten später auch ins Bibliothekswesen ein. Die dritte Schwester, Magdalena, verstarb 1927 mit 38 Jahren.

## Kindergärtnerin
Sie besuchte von 1889 bis 1894 die Bürgerschule der Freireligiösen Gemeinde und absolvierte anschließend eine zweijährige Ausbildung zur Kindergärtnerin im Verein für Familien- und Volkserziehung. 1896 trat sie als Erzieherin der Kinder eines märkischen Gutsbesitzers ihre erste Stelle an. Darauf folgend leitete sie einen Dorfkindergarten bei Berlin und ab 1899 den Betriebskindergarten der Leipziger Baumwollspinnerei. Ihre pädagogische Arbeit war beeinflusst von den Lehren Friedrich Fröbels und Johann Heinrich Pestalozzis.

## Arbeiterbildung
Als Tochter von Heinrich Christoph Friedrich Bosse (Boße), dem sogenannten „Altmeister der Leipziger Arbeiterbildung“, zeigte Elise bereits in ihrer Jugend ein starkes Interesse an Arbeiterbildung, welches durch die Konfrontation mit den bedrückenden Arbeits- und Lebensbedingungen der Arbeiter in der Baumwollspinnerei zum lebenslangen Engagement wurde.
Beispielsweise setzte sie sich mit den Reformbestrebungen des sozialdemokratisch beeinflussten Arbeiterbibliothekswesens auseinander. So u. a. mit jenen ihres späteren Schwagers Gustav Hennig, der um 1900 zur Hebung des allgemeinen Bildungsniveaus der weniger privilegierten Bevölkerungsschichten bibliothekstechnische Methoden wie individuelle Leserbetreuung und Lektürelenkung entwickelte und in der Arbeitervereinsbibliothek Leipzig-Plagwitz/Lindenau praktizierte.

## Bibliothekarin
Am 1. Juli 1906 trat Hofmann-Bosse als Volontärin in die von Walter Hofmann, ihrem zukünftigen Gatten, geleitete Freie öffentliche Bibliothek Dresden-Plauen ein, avancierte rasch zur Ersten Assistentin und am 1. April 1913 zur Bibliotheksleiterin. Sie gab Hofmann wichtige Impulse bei der Entwicklung seines Reformwerks des Volksbüchereiwesens und ermutigte ihn, die bibliothekarische Arbeit zu seinem Lebensinhalt zu machen. Sie ließ ein sozialpädagogisches Element in ihre Arbeit mit einfließen, beteiligte sich an den monatlichen Sitzungen des Arbeiter-Leser-Beirats (1909–1914), veranstaltete Leseabende insbesondere für junge Mädchen und widmete sich der Kinder- und Jugendschriften-Abteilung.
Nach ihrer Heirat mit Hofmann wechselte Hofmann-Bosse als Zweite Bibliothekarin der Städtischen Bücherhallen nach Leipzig. Zusammen mit Ida Bienert unterstützte sie als Kuratoriumsmitglied bis 1919 die Arbeit der Freien öffentlichen Bibliothek Dresden-Plauen und stand ihren Nachfolgern Hermann Herrigel und Dora Bosse beratend zur Seite.

## Bibliothekstechnik
Gemeinsam mit ihrem Mann errichtete sie 1921 die Fachschule für Bibliothekstechnik und Verwaltung, die spätere Deutsche Volksbüchereischule. Sie übernahm die Betriebs- und Studienleitung dieser ersten Ausbildungsstätte für Bibliothekare in Deutschland. Im Sinne einer starken Benutzerorientierung lehrte sie Methoden der Literaturvermittlung und integrierte das Fach Bevölkerungs- und Leserkunde, welches soziologische und demografische Forschung mit dem Leseverhalten der Bibliotheksnutzer verband.
Mit publizistischen Arbeiten setzte sich Hofmann-Bosse für die Gleichberechtigung der Frau im bibliothekarischen Beruf ein und propagierte die Büchereiarbeit der „Leipziger Richtung“.
Im Mai 1933 musste sie aufgrund des sogenannten Doppelverdienererlasses ihr Amt als Studiendirektorin zwangsweise aufgeben; dies hinderte sie allerdings nicht, ihre Lehrtätigkeit in einigen Fächern fortzusetzen. 1944 verstarb ihr Sohn Reinhold im Alter von 26 Jahren. Nach dem Krieg kehrte Hofmann-Bosse auf ihren alten Posten zurück und leistete 1946 bis 1949 wertvolle Arbeit beim Wiederaufbau der Bibliothekarsschule.

## Die späten Jahre
1951 wurde sie für ihre Verdienste zum Ehrenmitglied des Vereins Deutscher Volksbibliothekare ernannt.
Nach dem Tod ihres Mannes 1952 lebte sie zurückgezogen in Leipzig, sichtete und ordnete seinen Nachlass.
Bis ins hohe Alter beschäftigte sie sich mit Fragen zum Verhältnis von wissenschaftlicher und öffentlicher Bibliothek und setzte ihre ganze Kraft für die Belange der Fachschule ein.
Sie wurde auf dem Südfriedhof zu Leipzig bestattet.

## Veröffentlichungen
- Die Frau im Dienste der volkstümlichen Bibliothek Hofmann-Bosse, Elise. – Leipzig: Thomas, 1915[2]
- Der Volksbibliothekar- Leipzig: Quelle & Meyer, 1927[3]
- Festschrift anläßlich des 50-jährigen Bestehens der Freien öffentlichen Bibliothek Dresden-Plauen 1906 - 1956 Hofmann, Walter; Hofmann-Bosse, Elise. – Freie Öffentliche Bibliothek Dresden-Plauen; Gera; Volkswacht; 1956; 67 S.[4]